# Raffaele De Rosa
Raffaele De Rosa (Napoli, 25 marzo 1987) è un pilota motociclistico italiano vincitore della Superstock 1000 FIM Cup nel 2016.

## Carriera

### Gli inizi
Ha esordito nel campionato Italiano Velocità - classe 125, disputando due gare nel 2002 senza ottenere punti. Nel 2003 ha preso parte all'intera stagione conquistando due punti oltre al campionato Europeo dove ne conquista sette. Nel 2004 chiude al quindicesimo posto nel campionato italiano e ventiseiesimo nell'europeo. In questa stessa stagione ha esordito nella classe 125 del motomondiale con la Honda del team Angaia Racing nel Gran Premio di Gran Bretagna, in sostituzione di Markéta Janáková, senza ottenere punti (giunse infatti 24º). 

### Classe 125
Nel 2005 passa all'Aprilia nel team Matteoni Racing, concludendo la stagione in 23ª posizione con 13 punti e ottenendo come miglior risultato un undicesimo posto in Australia. Nel 2006 resta fedele alla stessa casa e passa al team Multimedia Racing, insieme a Pablo Nieto e Vincent Braillard, terminando 16º con 37 punti e ottenendo come miglior risultato un sesto posto in Francia. Nel 2007 viene confermato nel team, con compagno di squadra Dominique Aegerter, giungendo 16º con 56 punti e ottenendo come miglior risultato due quarti posti (Qatar e Turchia). Nel 2008 passa alla KTM nel team Onde 2000, con Pablo Nieto quale compagno di squadra, ottenendo una pole position in Italia e concludendo la stagione al 18º posto con 37 punti, con due noni posti (Cina e Francia) come miglior risultato in gara. 

### Classe 250 e Moto2
Nel 2009 passa alla Honda nel team Scot Racing Team 250cc, con compagno di squadra il giapponese Hiroshi Aoyama, ottenendo due terzi posti (Australia e Comunità Valenciana) e una pole position in Australia e terminando la stagione al 6º posto con 122 punti. Nel 2010 viene ingaggiato dal team Tech 3 nella classe Moto2, il compagno di squadra è Yūki Takahashi. Ottiene come miglior risultato un sesto posto in Portogallo e termina la stagione al 27º posto con 15 punti.
Nel 2011 passa al team Desguaces La Torre G22, ma dopo quattro gran premi viene rimpiazzato da Carmelo Morales. Successivamente viene chiamato come pilota sostitutivo da diverse squadre: in Gran Bretagna corre sulla FTR del team SAG al posto di Santiago Hernández, in Italia gareggia per il team Aspar a bordo di una Suter al posto dell'infortunato Julián Simón, mentre a partire dal Gran Premio di Indianapolis fino alla fine della stagione viene ingaggiato dal team Forward Racing al posto di Alex Baldolini, nuovamente con una Suter; non riesce ad ottenere punti iridati. 

### Superbike e Supersport
Nel 2012 passa al campionato mondiale Superbike nel team Pro Ride Real Game Honda con una Honda CBR1000RR, corre però solo la prima prova stagionale in Australia a Phillip Island senza ottenere punti, venendo subito sostituito dal team con Lorenzo Alfonsi. Nello stesso anno corre sei gare del mondiale Supersport a bordo di una Honda CBR600RR in qualità di wild card e tre gare nel CIV Supersport dove conquista 21 punti.
Nel 2013 ha chiuso al 19º posto in classifica finale nel campionato mondiale Supersport, disputato con la Honda CBR600RR del team Lorini. Nel 2014 continua a partecipare al mondiale Supersport a bordo della Honda CBR600RR del team CIA Insurance Honda. Nella prima gara della stagione esordisce con un podio (3º posto) in Australia. 

### 2015-2016 Superstock 1000 FIM Cup
Nel 2015 prende parte alla Superstock 1000 FIM Cup in sella alla Ducati 1199 Panigale R del team Althea Racing. Sale sul podio in sei gare su otto totalizzando 121 punti che gli permettono di chiudere la stagione al terzo posto.
Nel 2016 rimane nella Superstock 1000 FIM Cup, sempre con il team Althea, che in questa stagione gli mette a disposizione una BMW S1000RR. In occasione della tappa del mondiale Superbike a Laguna Seca sostituisce Markus Reiterberger sulla BMW S1000 RR del team Althea Racing. Il 16 ottobre 2016 vince la Superstock 1000 FIM Cup con quattro punti di vantaggio sul suo diretto avversario, l'argentino Leandro Mercado. In questa stagione vince due Gran Premiː Paesi Bassi e Gran Bretagna, inoltre porta a termine tutte le gare in calendario. Conclusa la Superstock 1000 FIM Cup partecipa, in qualità di wild card, al Gran Premio del Qatar nel mondiale Superbike in sella ad una BMW S1000 RR del team Althea Racing. Chiude entrambe le gare a punti, piazzandosi al ventunesimo posto in classifica piloti. In questa stagione inoltre prende parte, in qualità di wild card, alla prova di Vallelunga del campionato Italiano Superbike ottenendo la pole position ed un podio.

### Ritorno in Supersport
Nel 2017 De Rosa continua la collaborazione con il team Althea Racing lavorando allo sviluppo della BMW S1000RR con l'obiettivo di partecipare a qualche prova del mondiale Superbike in qualità di terzo pilota. A partire dal Gran Premio d'Olanda è chiamato a sostituire il tedesco Markus Reiterberger nel team Althea. Chiude la stagione al quindicesimo posto con cinquantatré punti ottenuti. Nel 2018 si trasferisce nel campionato mondiale Supersport. Diviene pilota ufficiale, insieme al connazionale Ayrton Badovini, del MV Agusta Reparto Corse by Vamag, che gli affida una MV Agusta F3 675. A fine stagione risulta essere il migliore tra i piloti che non guidano una Yamaha, giungendo sesto in classifica piloti con 133 punti all'attivo e cinque piazzamenti a podio consecutivi. Nel 2019 corre nuovamente nel mondiale Supersport, con lo stesso team della stagione precedente confermandosi al sesto posto in classifica finale. Nel 2020 disputa il terzo campionato con MV Agusta, i compagni di squadra sono Randy Krummenacher e Federico Fuligni. Nel primo GP della stagione giunge secondo al traguardo, ma la MV viene squalificata a causa della mancanza dei sigilli regolamentari sui motori delle tre F3 675. Termina la stagione, per il terzo anno consecutivo, al sesto posto tra i piloti conquistando quattro piazzamenti a podio.
Nel 2021 passa al team Orelac Racing Verdnatura di Nacho Calero, in sella ad una Kawasaki ZX-6R. In occasione della prima gara del Gran Premio di Mandalika, in condizioni di pista parzialmente bagnata, conquista la sua prima  vittoria nel mondiale Supersport, prima vittoria per il team ed unica vittoria stagionale per Kawasaki. Con altri tre piazzamenti a podio in stagione e due giri veloci in gara, si classifica al settimo posto. Nel 2022 rimane con lo stesso team della stagione precedente guidando una Ducati Panigale V2. In questa stagione inoltre, prende parte alla doppia prova di Most nel campionato tedesco Supersport vincendo entrambe le gare. Torna sul podio nel mondiale in occasione del Gran Premio di Donington risultando essere il miglior pilota Ducati al traguardo in gara1. Conquista altri due piazzamenti a podio (Gran Premio di Portimão e Gran Premio di Villicum) chiudendo il campionato al nono posto. Nel 2023 inizia il terzo anno con il team Orelac Racing Verdnatura, il compagno di squadra è Federico Fuligni. Totalizza centotrentotto punti classificandosi al decimo posto. Nel 2024 è chiamato a portare in pista una nuova motocicletta nel mondiale Supersport, guida infatti la SRK800 prodotta da costruttore cinese QJ Motor. La novità del progetto incide sulle prestazioni: il pilota campano è spesso relegato nelle ultimissime posizioni tranne qualche evento come il Gran Premio dell'Estoril dove arriva in prossimità della zona punti.

## Risultati in gara

### Motomondiale
| 2004 | Classe | Moto  |  |  |  |  |  |  |  |  |    |  |  |  |  |  |  |  |  |  | Punti | Pos. |
| ---- | ------ | ----- |  |  |  |  |  |  |  |  | -- |  |  |  |  |  |  |  |  |  | ----- | ---- |
| 2004 | 125    | Honda |  |  |  |  |  |  |  |  | 24 |  |  |  |  |  |  |  |  |  | 0     |      |

| 2005 | Classe | Moto    |     |    |    |    |    |    |     |    |    |    |    |    |     |    |    |     |    |  | Punti | Pos. |
| ---- | ------ | ------- | --- | -- | -- | -- | -- | -- | --- | -- | -- | -- | -- | -- | --- | -- | -- | --- | -- |  | ----- | ---- |
| 2005 | 125    | Aprilia | Rit | 24 | 28 | 20 | 15 | 22 | Rit | NE | 20 | 15 | 17 | 16 | Rit | 13 | 11 | Rit | 13 |  | 13    | 23º  |

| 2006 | Classe | Moto    |     |    |    |    |   |    |    |    |     |    |    |     |     |   |     |    |     |  | Punti | Pos. |
| ---- | ------ | ------- | --- | -- | -- | -- | - | -- | -- | -- | --- | -- | -- | --- | --- | - | --- | -- | --- |  | ----- | ---- |
| 2006 | 125    | Aprilia | Rit | 12 | 24 | 12 | 6 | 17 | 12 | 10 | Rit | 20 | NE | Rit | Rit | 7 | Rit | 19 | Rit |  | 37    | 16º  |

| 2007 | Classe | Moto    |   |     |   |    |     |    |     |   |    |     |    |    |   |   |     |     |    |     | Punti | Pos. |
| ---- | ------ | ------- | - | --- | - | -- | --- | -- | --- | - | -- | --- | -- | -- | - | - | --- | --- | -- | --- | ----- | ---- |
| 2007 | 125    | Aprilia | 4 | Rit | 4 | 12 | Rit | 14 | Rit | 8 | 14 | Rit | NE | 18 | 9 | 9 | Rit | Rit | 28 | Rit | 56    | 16º  |

| 2008 | Classe | Moto |     |    |     |   |   |    |     |    |    |     |    |     |     |    |    |     |     |     | Punti | Pos. |
| ---- | ------ | ---- | --- | -- | --- | - | - | -- | --- | -- | -- | --- | -- | --- | --- | -- | -- | --- | --- | --- | ----- | ---- |
| 2008 | 125    | KTM  | Rit | 11 | Rit | 9 | 9 | 13 | Rit | 14 | 10 | Rit | NE | Rit | Rit | 13 | 12 | Rit | Rit | Rit | 37    | 18º  |

| 2009 | Classe | Moto  |   |    |    |   |   |   |    |    |   |   |   |    |   |     |   |     |   |  | Punti | Pos. |
| ---- | ------ | ----- | - | -- | -- | - | - | - | -- | -- | - | - | - | -- | - | --- | - | --- | - |  | ----- | ---- |
| 2009 | 250    | Honda | 5 | 12 | 10 | 6 | 9 | 9 | 10 | NE | 9 | 7 | 6 | 11 | 8 | Rit | 3 | Rit | 3 |  | 122   | 6º   |

| 2010 | Classe | Moto   |     |    |     |     |    |    |    |     |    |    |     |    |     |    |     |    |   |    | Punti | Pos. |
| ---- | ------ | ------ | --- | -- | --- | --- | -- | -- | -- | --- | -- | -- | --- | -- | --- | -- | --- | -- | - | -- | ----- | ---- |
| 2010 | Moto2  | Tech 3 | Rit | 20 | Rit | Rit | 28 | 27 | 16 | Rit | NE | 15 | Rit | 13 | Rit | 15 | Rit | 16 | 6 | 24 | 15    | 27º  |

| 2011 | Classe | Moto                  |    |    |    |    |  |    |  |     |  |    |  |    |    |     |     |    |     |     | Punti | Pos. |
| ---- | ------ | --------------------- | -- | -- | -- | -- |  | -- |  | --- |  | -- |  | -- | -- | --- | --- | -- | --- | --- | ----- | ---- |
| 2011 | Moto2  | Moriwaki, FTR e Suter | 30 | 25 | 16 | 19 |  | 21 |  | Rit |  | NE |  | 23 | 22 | Rit | Rit | 20 | Rit | Rit | 0     |      |

| Legenda | 1º posto        | 2º posto            | 3º posto            | A punti      | Senza punti        | Grassetto – Pole position Corsivo – Giro più veloce |
| Legenda | Gara non valida | Non qual./Non part. | Ritirato/Non class. | Squalificato | '-' Dato non disp. | Grassetto – Pole position Corsivo – Giro più veloce |

### Campionato mondiale Superbike
| 2012 | Moto  |     |    |  |  |  |  |  |  |  |  |  |  |  |  |  |  |  |  |  |  |  |  |  |  |  |  |  |  | Punti | Pos. |
| ---- | ----- | --- | -- |  |  |  |  |  |  |  |  |  |  |  |  |  |  |  |  |  |  |  |  |  |  |  |  |  |  | ----- | ---- |
| 2012 | Honda | Rit | 17 |  |  |  |  |  |  |  |  |  |  |  |  |  |  |  |  |  |  |  |  |  |  |  |  |  |  | 0     |      |

| 2016 | Moto |  |  |  |  |  |  |  |  |  |  |  |  |  |  |  |  |     |    |  |  |  |  |  |  |    |   |  |  | Punti | Pos. |
| ---- | ---- |  |  |  |  |  |  |  |  |  |  |  |  |  |  |  |  | --- | -- |  |  |  |  |  |  | -- | - |  |  | ----- | ---- |
| 2016 | BMW  |  |  |  |  |  |  |  |  |  |  |  |  |  |  |  |  | Rit | 11 |  |  |  |  |  |  | 12 | 9 |  |  | 16    | 21º  |

| 2017 | Moto |  |  |  |  |  |  |    |    |    |    |    |    |    |   |    |     |     |    |    |     |    |    |     |    |     |    |  |  | Punti | Pos. |
| ---- | ---- |  |  |  |  |  |  | -- | -- | -- | -- | -- | -- | -- | - | -- | --- | --- | -- | -- | --- | -- | -- | --- | -- | --- | -- |  |  | ----- | ---- |
| 2017 | BMW  |  |  |  |  |  |  | 13 | 17 | 14 | 16 | 15 | 10 | 10 | 7 | 13 | Rit | Rit | 15 | 11 | Rit | 13 | 10 | Rit | 13 | Rit | 11 |  |  | 53    | 15º  |

| Legenda | 1º posto        | 2º posto            | 3º posto           | A punti      | Senza punti        | Grassetto – Pole position Corsivo – Giro più veloce |
| Legenda | Gara non valida | Non qual./Non part. | Ritirato/Non class | Squalificato | '-' Dato non disp. | Grassetto – Pole position Corsivo – Giro più veloce |

### Campionato mondiale Supersport
| 2012 | Moto  |  |  |  |    |     |    |    |    |    |  |  |  |  |  |  |  |  |  |  |  |  |  |  |  | Punti | Pos. |
| ---- | ----- |  |  |  | -- | --- | -- | -- | -- | -- |  |  |  |  |  |  |  |  |  |  |  |  |  |  |  | ----- | ---- |
| 2012 | Honda |  |  |  | 10 | Rit | 11 | 13 | 16 | 15 |  |  |  |  |  |  |  |  |  |  |  |  |  |  |  | 15    | 24º  |

| 2013 | Moto  |     |     |    |    |    |   |    |    |     |    |    |    |    |  |  |  |  |  |  |  |  |  |  |  | Punti | Pos. |
| ---- | ----- | --- | --- | -- | -- | -- | - | -- | -- | --- | -- | -- | -- | -- |  |  |  |  |  |  |  |  |  |  |  | ----- | ---- |
| 2013 | Honda | Rit | Rit | 17 | 15 | 13 | 9 | 11 | AN | Rit | 14 | 13 | 12 | 21 |  |  |  |  |  |  |  |  |  |  |  | 25    | 19º  |

| 2014 | Moto  |   |   |   |    |   |   |    |   |     |  |    |  |  |  |  |  |  |  |  |  |  |  |  |  | Punti | Pos. |
| ---- | ----- | - | - | - | -- | - | - | -- | - | --- |  | -- |  |  |  |  |  |  |  |  |  |  |  |  |  | ----- | ---- |
| 2014 | Honda | 3 | 6 | 8 | 12 | 9 | 7 | 20 | 4 | Rit |  | 13 |  |  |  |  |  |  |  |  |  |  |  |  |  | 70    | 10º  |

| 2018 | Moto      |   |   |     |   |   |   |   |   |   |   |     |   |  |  |  |  |  |  |  |  |  |  |  |  | Punti | Pos. |
| ---- | --------- | - | - | --- | - | - | - | - | - | - | - | --- | - |  |  |  |  |  |  |  |  |  |  |  |  | ----- | ---- |
| 2018 | MV Agusta | 6 | 7 | Rit | 3 | 3 | 3 | 3 | 2 | 4 | 7 | Rit | 8 |  |  |  |  |  |  |  |  |  |  |  |  | 133   | 6º   |

| 2019 | Moto      |    |   |   |     |   |   |     |   |     |   |   |   |  |  |  |  |  |  |  |  |  |  |  |  | Punti | Pos. |
| ---- | --------- | -- | - | - | --- | - | - | --- | - | --- | - | - | - |  |  |  |  |  |  |  |  |  |  |  |  | ----- | ---- |
| 2019 | MV Agusta | 18 | 5 | 2 | Rit | 3 | 5 | Rit | 5 | Rit | 4 | 6 | 7 |  |  |  |  |  |  |  |  |  |  |  |  | 101   | 6º   |

| 2020 | Moto      |    |   |   |   |    |   |   |   |     |    |   |   |     |     |   |  |  |  |  |  |  |  |  |  | Punti | Pos. |
| ---- | --------- | -- | - | - | - | -- | - | - | - | --- | -- | - | - | --- | --- | - |  |  |  |  |  |  |  |  |  | ----- | ---- |
| 2020 | MV Agusta | SQ | 5 | 5 | 3 | 12 | 4 | 3 | 2 | Rit | 14 | 4 | 4 | Rit | Rit | 3 |  |  |  |  |  |  |  |  |  | 135   | 6º   |

| 2021 | Moto     |   |   |   |     |     |   |     |     |    |    |     |   |   |   |   |   |    |   |   |    |     |     |   |   | Punti | Pos. |
| ---- | -------- | - | - | - | --- | --- | - | --- | --- | -- | -- | --- | - | - | - | - | - | -- | - | - | -- | --- | --- | - | - | ----- | ---- |
| 2021 | Kawasaki | 9 | 2 | 6 | Rit | Rit | 7 | Rit | Rit | 12 | 10 | Rit | 9 | 9 | 9 | 3 | 2 | AN | 7 | 4 | 14 | Rit | Rit | 1 | 5 | 173   | 7º   |

| 2022 | Moto   |    |   |   |    |    |     |    |    |   |   |     |    |    |    |    |     |   |   |   |     |   |   |   |   | Punti | Pos. |
| ---- | ------ | -- | - | - | -- | -- | --- | -- | -- | - | - | --- | -- | -- | -- | -- | --- | - | - | - | --- | - | - | - | - | ----- | ---- |
| 2022 | Ducati | 16 | 9 | 9 | 15 | 21 | Rit | 22 | 10 | 3 | 6 | Rit | 20 | 12 | 14 | 12 | Rit | 6 | 2 | 2 | Rit | 9 | 4 | 6 | 6 | 147   | 9º   |

| 2023 | Moto   |    |   |     |   |   |   |    |    |     |    |   |   |   |   |   |    |    |     |   |   |   |   |   |     | Punti | Pos. |
| ---- | ------ | -- | - | --- | - | - | - | -- | -- | --- | -- | - | - | - | - | - | -- | -- | --- | - | - | - | - | - | --- | ----- | ---- |
| 2023 | Ducati | 17 | 7 | Rit | 7 | 9 | 9 | 15 | 10 | Rit | 26 | 7 | 9 | 6 | 5 | 4 | 10 | 16 | Rit | 5 | 9 | 8 | 8 | 7 | Rit | 138   | 10º  |

| 2024 | Moto     |  |  |     |    |    |    |    |    |    |    |    |    |     |    |    |    |    |    |    |    |    |    |    |    | Punti | Pos. |
| ---- | -------- |  |  | --- | -- | -- | -- | -- | -- | -- | -- | -- | -- | --- | -- | -- | -- | -- | -- | -- | -- | -- | -- | -- | -- | ----- | ---- |
| 2024 | QJ Motor |  |  | Rit | 31 | 18 | 27 | 24 | 25 | 27 | 22 | 23 | 24 | Rit | 23 | 23 | 28 | 19 | 25 | 24 | 25 | 17 | 16 | 21 | 22 | 0     |      |

| 2025 | Moto     |  |  |    |     |    |    |    |    |    |    |     |    |    |    |     |    |  |  |  |  |  |  |  |  | Punti | Pos. |
| ---- | -------- |  |  | -- | --- | -- | -- | -- | -- | -- | -- | --- | -- | -- | -- | --- | -- |  |  |  |  |  |  |  |  | ----- | ---- |
| 2025 | QJ Motor |  |  | 21 | Rit | NP | NP | 23 | 22 | 15 | 21 | Rit | NC | 27 | 25 | Rit | 21 |  |  |  |  |  |  |  |  | 1     |      |

| Legenda | 1º posto        | 2º posto            | 3º posto           | A punti      | Senza punti        | Grassetto – Pole position Corsivo – Giro più veloce |
| Legenda | Gara non valida | Non qual./Non part. | Ritirato/Non class | Squalificato | '-' Dato non disp. | Grassetto – Pole position Corsivo – Giro più veloce |